# Грийн Банк (телескоп)
Грийн Банк (на английски: Robert C. Byrd Green Bank Telescope) е най-големият радиотелескоп в света. Намира се в Грийн Банк, щата Западна Вирджиния, Съединените американски щати, в експлоатация е от август 2000 г.
Построен е на това място, след като предишният телескоп се срутва през 1988 г. Наименуван е на Робърт Бърд.
Има тегло 7600 kg, колкото 30 статуи на Свободата, и въпреки това може да бъде насочен към произволна точка от небето с точност, превъзхождаща 1/1000 от градуса. Минималната работна дължина на вълната е 6 mm.
За да се добие представа за размера му, само трябва да се види основната антена, която е толкова голяма, че в нея може да се „впише“ футболно игрище. Огромната чиния позволява например да бъде „чут“ слабият „шепот“ на квазарите, разпръснати във Вселената.
Телескопът в Грийн Банк е също така най-голямата подвижна структура на Земята, построена от човек.